# Växjö
Växjö (en suec Ipa: [˘vɛkːɧøː]) és una ciutat situada al sud de Suècia a la regió de Småland, comtat de Kronoberg, amb una superfície de 2.929 hectàrees i una població d'uns 55.600 habitants. El seu nom prové de vägsjö, (traduïble com a carretera entre els llacs), a causa que la ciutat està envoltada de llacs. En el centre hi ha petits llacs com Växjösjön i Trummen que proporcionen agradables passeigs als habitants, i als voltants, grans llacs com Helgasjön i Bergundasjön són utilitzats per a activitats de lleure.

## Patrimoni
Destacable a Växjö és la seva domkyrka (catedral), situada en un parc en honor de Carl von Linné. També el seu museu del vidre, ja que l'àrea és coneguda com el regne del vidre, amb fàbriques com Orrefors i Kosta Boda. La seva biblioteca Växjö Stadsbibliotek és un agradable espai, que destaca per la seva arquitectura obra de Schmidt Hammer.
La Universitat de Växjö, situada al barri sud de Teleborg, és una universitat petita però dinàmica que proporciona un ambient jove a la ciutat.

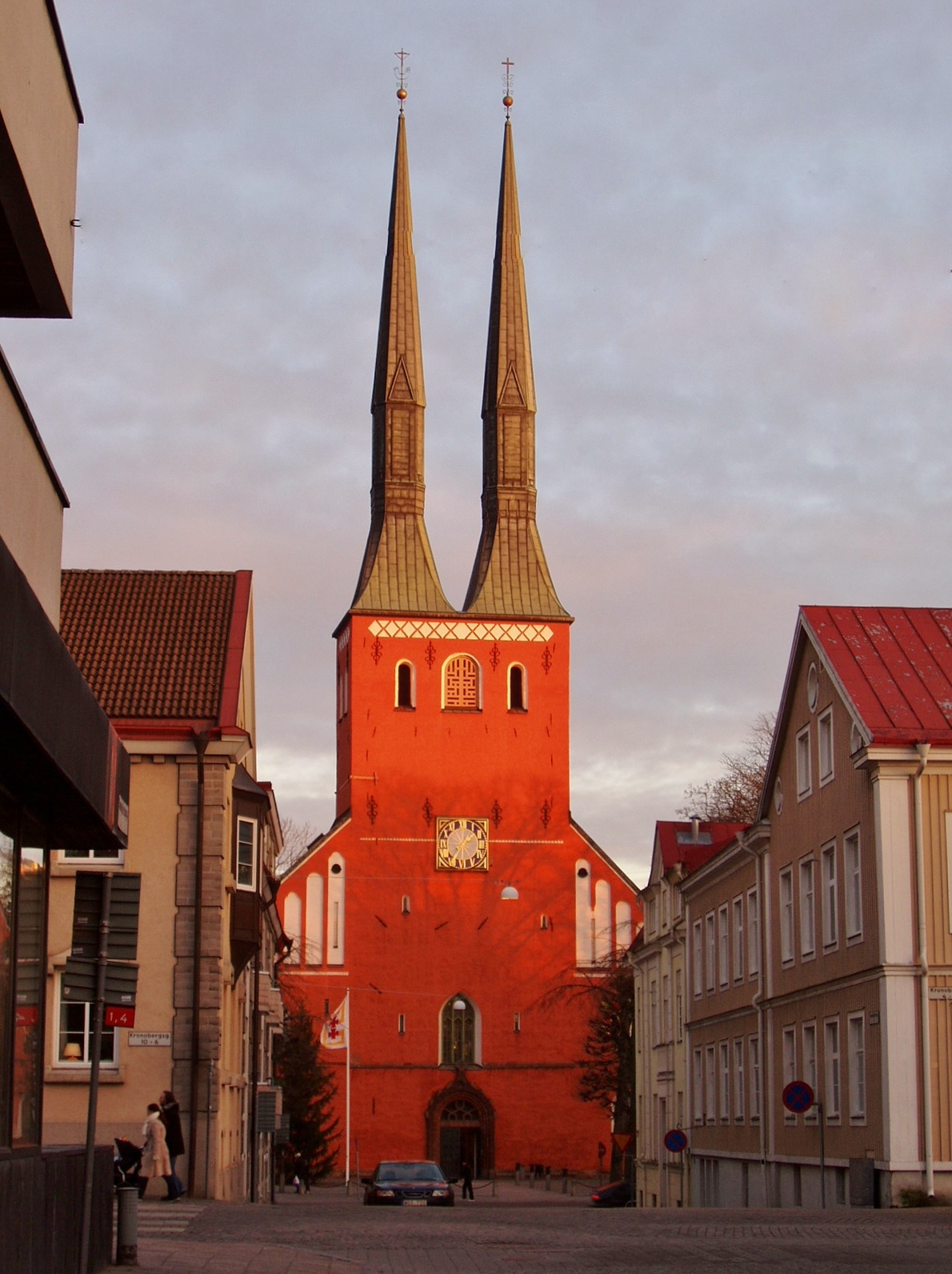
Catedral de Växjö

## Economia
La localització de Växjö en una zona boscosa ha fet que la producció forestal siga una de les activitats primàries més rellevants. Existeixen diverses empreses forestals que produeixen fusta, cel·lulosa, paper i altres derivats; entre elles destaca la cooperativa Södra Skogsägarna, la major empresa forestal de Suècia. D'altra banda, Visma Spcs i Boss Media són dues importants empreses de programari i sistemes de còmput nascudes en Växjö en 1983 i 1999, respectivament.
Una part considerable de l'energia elèctrica i tèrmica de la ciutat procedeix de Sandviksverket, una planta generadora que utilitza principalment biocarburants. Växjö és a més un important centre comercial regional, amb nombroses tendes i la presència de magatzems de les grans cadenes comercials presents a Suècia. En la ciutat tenen instal·lacions les empresestransnacionals Alstom i SAAB.

## Personatges destacats
- Thomas Ravelli, exfutbolista suec.
- Mats Wilander, extenista suec número 1 del món.
- Jonas Jonasson, novelista.
- Pär Lagerkvist (1891-1974), escriptor, Premi Nobel de Literatura de l'any 1951.